# Державний переворот в Сирії (1963)
Військовий переворот у Сирії (араб. ثورة الثامن من آذار або Революція 8 березня (араб. ثورة الثامن من آذار ثورة الثامن من ‎ — захоплення влади в Сирії військовим комітетом сирійського регіонального відділення Партії арабського соціалістичного відродження. Путчисти були натхненні успішним військовим переворотом іракського регіональної філії.
Переворот був запропонований військовим комітетом, а не цивільним керівництвом партії. Однак, Мішель Афляк, лідер партії, дав згоду на зміну влади. Переворот спочатку був запланований на 7 березня, але був відкладений на один день після того, як уряд виявив місце зборів змовників.

## Хронологія

### Планування операції
1962 року військовий комітет сирійської регіонального відділення партії БААС провів більшу частину свого часу в плануванні операції по захопленню влади в республіці. У результаті комітет вирішив, що необхідно захопити два військових табори в Аль-Кисва і в Катані, а також взяти під контроль 70 бронетанкову бригаду в Аль-Кисва, військову академію в місті Хомс і радіостанцію Дамаска .
Для успішного перевороту військовий комітет повинен був заручитися підтримкою деякої частини сирійського офіцерського корпусу. Розпад ОАР, у поєднанні з заколотами, чистками і перекладами залишив офіцерський корпус у повному безладі. Тому антиурядові агітації швидко приживалася в рядах офіцерів. У ті часи офіцерський корпус був розділений на п'ять різних фракцій: фракція в Дамаску, яка була лояльна старому режиму, фракція прихильників Акрама аль-Хаврані, фракція Насерістамі, фракція БААС і фракція незалежних . Фракція Насерістамі стала союзниками Баас, при тому, що вони підтримували президента Гамаля Насера і відновлення ОАР.
Завдяки альянсу Військового комітету з Насерістамі, відбулися таємні переговори з главою військової розвідки полковником Рашидом аль-Кутайні і командиром військової бригади в Хомсі полковником Мухаммедом аль-Суфі .
Підготовка перевороту військовим комітетом була піддана осуду з боку громадянського відділу БААС. Причиною засудження була спроба захисту партії від репресій з боку чинної влади. На 5-му Національному конгресі партії Баас, який відбувся 8 травня 1962 року, було ухвалене рішення залишити Афляка Генеральним секретарем партії .

### Переворот

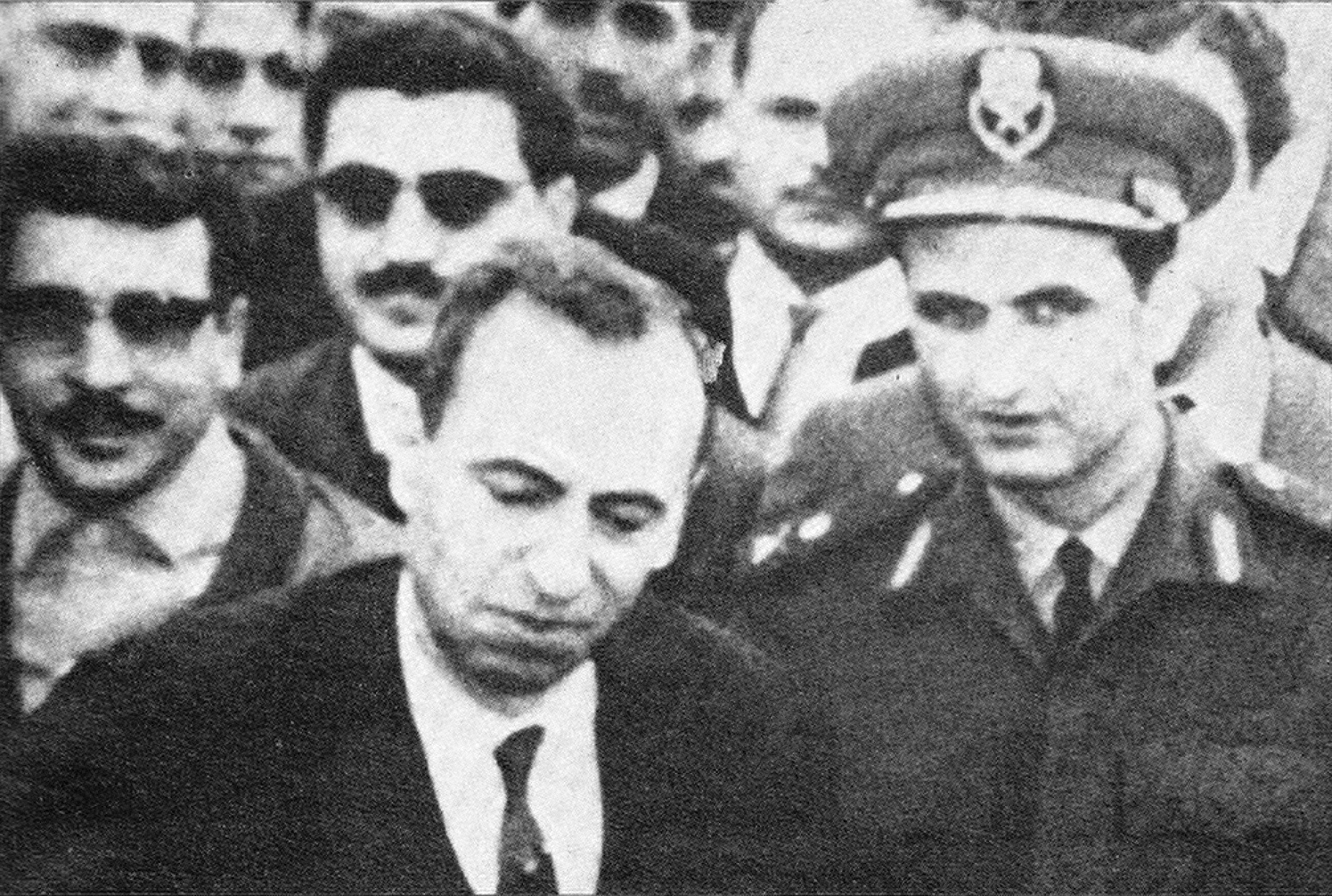
Афляк, лідер громадянського крила партії і джадідів, головна фігура в плануванні державного перевороту

На відміну від Іраку, сирійське регіональне відділення БААС не мало масової підтримки в народі . Афляк попередив про це путчистів, але його побоювання ніхто не поділяв, і переворот був призначений на 7 березня. Однак, у той день військова розвідка увірвалася в квартиру, де змовники планували влаштувати збори. І Асад вирішив відкласти переворот до 8 березня .
У ніч на 8 березня танки і підрозділи, вірні путчистам, почали рухатися на Дамаск. У цей час баасисти змогли отримати контроль над другою бригадою, дислокованою в сувейді. Опинившись в оточенні, командир 70-ї бронетанкової бригади, генерал-лейтенант Абд аль-Карим здався, а його пост зайняв в. о. командира 70-ї бронетанкової бригади Мухаммад умра. Війська Качані, розміщені на південному заході Дамаска, не втручалися в ситуацію, бо Відад Башир контролював комунікації в провінції Дамаск . Сили в Аль-Кисва і в Катані були нейтралізовані, і війська аль-Харірі пішли на Дамаск. У місті вони почали встановлювати контрольно-пропускні пункти і блокади на дорогах, захопили кілька важливих об'єктів, таких як центральний поштамт . Капітан Салім Хатум зі своїми підлеглими захопили радіостанцію. Штаб-квартира міністерства оборони була взята без бою, а головнокомандувач генерал Захр ад-Дін був арештований. Пізніше було виявлено і арештовано президента Назім аль-Кудс .
Асад очолив невелику групу змовників для захоплення авіабази Думайр, за 40 км на північний схід від Дамаска. Деяким літакам на авіабазі було наказано бомбити позиції повстанців. Планувалося, що Асад зможе привести людей з бригади аль-Харірі для захоплення авіабази до світанку, щоб запобігти повітряним ударам. Капітуляція 70 бронетанкової бригади зайняла більше часу, ніж очікувалося, сили Асада відставали від графіка. Коли сили Асада досягли передмість бази, час уже близився до обіду. Асад відправив емісара, щоб повідомити командирам, що він охоче почне обстрілювати базу, якщо вони не здадуться. Були проведені переговори про їх капітуляцію. За словами Асада, їх сили могли б перемогти в бою, якщо б він відбувся .
Пізніше в цей же день всі путчисти були скликані до штаб-квартири армії для святкування успішного завершення революції . Населення зустріло переворот в цілому байдуже . 820 осіб було вбито під час перевороту, ще 20 були страчені незабаром після нього .